# Asphaera
Asphaera es un género de escarabajos de la familia Chrysomelidae.
Es un grupo neotropical numeroso que llega hasta los Estados Unidos.
Lista de especies (incompleta):
- Asphaera abdominalis (Chevrolat, 1835)
- Asphaera bitaeniata (Jacoby, 1880)
- Asphaera cruciata (Olivier, 1808)
- Asphaera discicollis Jacoby, 1905
- Asphaera fuscofasciata Jacoby, 1905
- Asphaera lustrans (Crotch, 1873)
- Asphaera magistralis
- Asphaera meticulosa
- Asphaera nobilatata (Fabricius, 1887)
- Asphaera quadrifasciata
- Asphaera reflexicollis Bechyne
- Asphaera separata (Harold, 1881)
- Asphaera umbraticus (Olivier, 1808)
- Asphaera vernalis Jacoby, 1905
- Asphaera weyrauchi Bechyne